# Punta Dólgaya

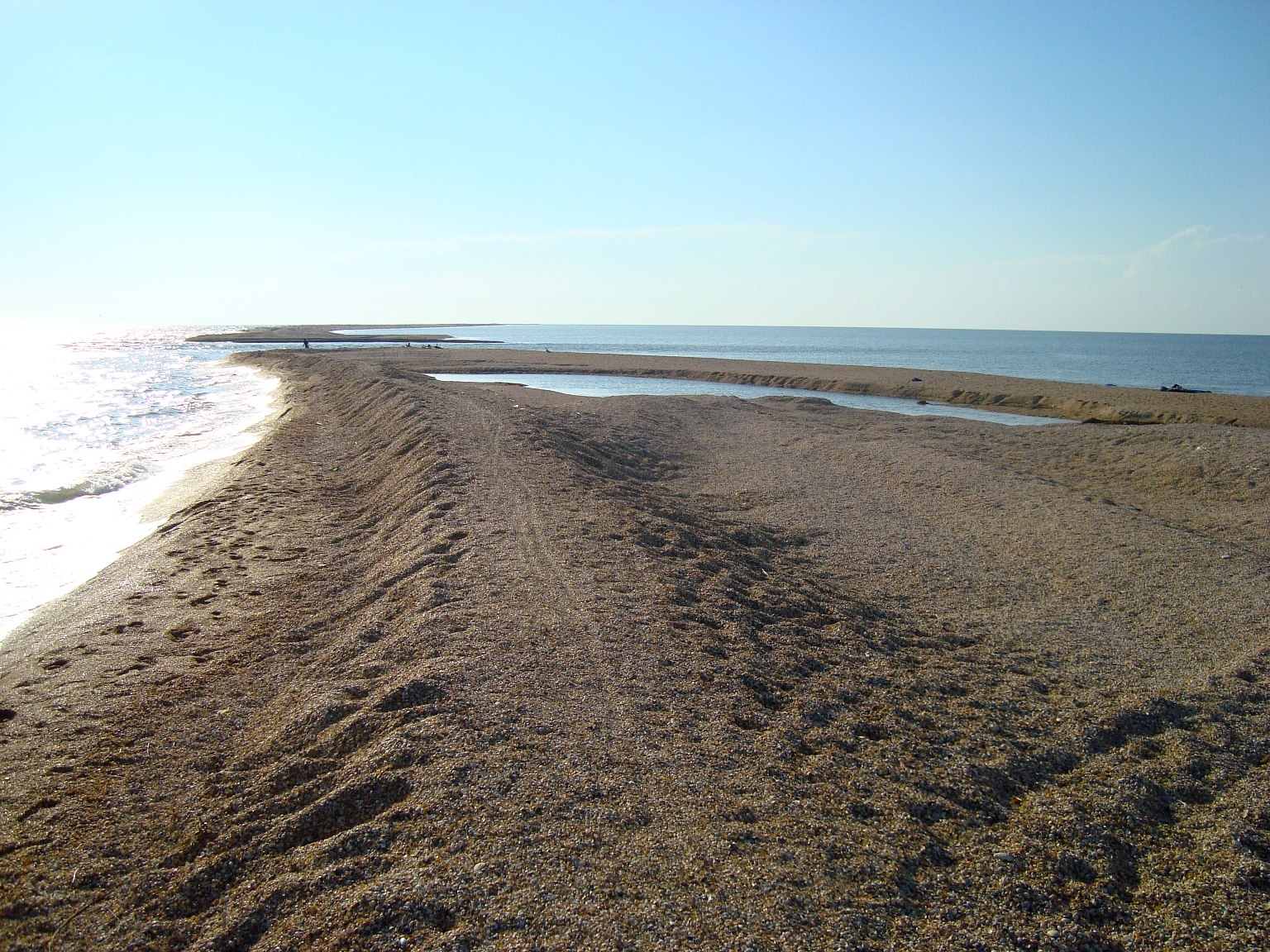
Extremo de la punta, donde se forman varios islotes.

La punta de Dólgaya (del ruso: Долгая коса) es un cordón litoral arenoso de origen aluvial situado en el extremo occidental de la costa de la península de Yeisk sobre el sur del golfo de Taganrog de la orilla oriental del mar de Azov. Administrativamente pertenece al raión de Yeisk del krai de Krasnodar de Rusia.
Junto a la punta se halla Dolzhánskaya
A principios del siglo XXI medía 9.5 km de longitud, mientras que a mediados de la década de 1950 medía 17 km. Se formó por los movimientos de las olas que depositaron arena y conchas (principalmente del molusco Cerastoderma edule -berberecho común). Su altura máxima es de 1-1.5 m. A lo largo de la orilla sudoeste se ha desarrollado una playa con una anchura de entre 15 m y 20 m. Su anchura oscila entre los 3 y 10 m.